# 俞詠文

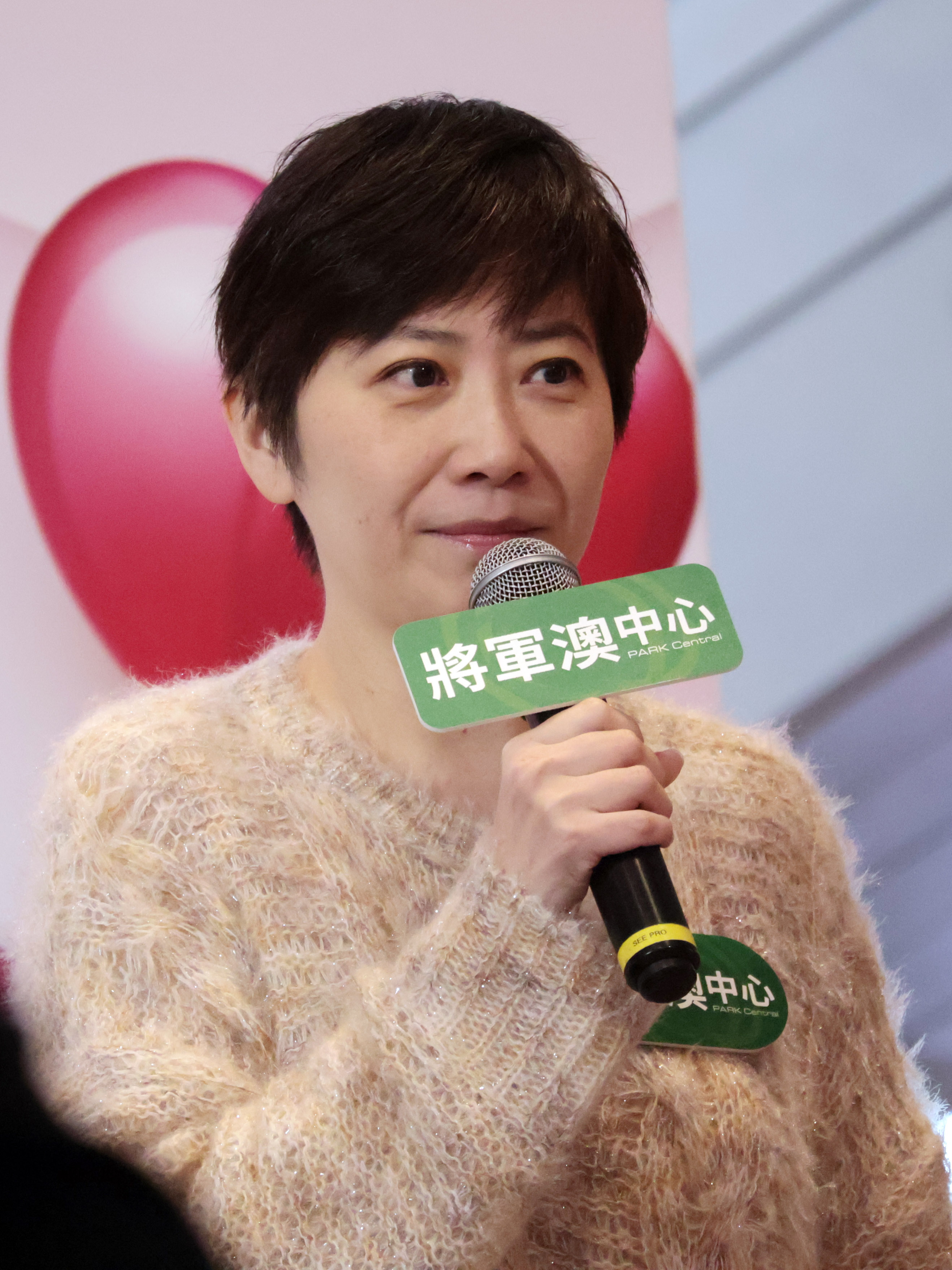
俞詠文

俞詠文（英語：Angela Yue），原名俞敦明，6月5日生日，曾經是載通國際屬下機構——路訊通的節目主持人，畢業於香港大學教育學系，1993年參加《勁歌先生小姐》得到女子組冠軍，她在加入路訊通之前，曾在新城電台擔任DJ。
其後於ontv網絡電視工作，現為HOY TV的主持人。
曾主持的節目
- 新城電台：心切治療部、男女之間、私人頭、997遊戲基地、俞樂無窮
- 路訊通：星之蜜語、時尚魅力

## 外部連結
- 俞詠文的Instagram帳戶
- 俞詠文的Facebook專頁